# The Keeper (film 2004)
The Keeper è un film del 2004 diretto da Paul Lynch.

## Trama
In una cittadina degli Stati Uniti uno sconosciuto entra in un motel uccidendo un uomo e inseguendo Gina, la sua ragazza, che riesce a mettersi in salvo. Gina, una giovane spogliarellista di origine italiana, viene ricoverata in ospedale e, dimessa, accetta di essere accompagnata dall'irreprensibile tenente Krebs alla stazione dei pullman. Durante il tragitto, tuttavia, il poliziotto la narcotizza e la rinchiude in una cella sotterranea che custodisce nella propria abitazione.
A nulla vale la reazione rabbiosa della donna: Krebs, afflitto da gravi problemi psichici, è determinato a "purificare" la spogliarellista, costringendola alla sottomissione e all'obbedienza. Le promette quindi dei punti ogni volta che "farà la brava", rimettendo in scena la propria infanzia, governata da un padre autoritario, il quale sottoponeva a una stretta clausura la moglie (anche lei un tempo ballerina nei locali notturni) e il figlio, finché uccise la donna, ribellatasi alla sua vita insopportabile.
Così, tra accondiscendenze interessate e tentativi di fuga, Gina passa un anno da reclusa, visitata quotidianamente dal padrone di casa fino al giorno in cui Ruthie, una produttrice televisiva visceralmente innamorata di Krebs, la trova casualmente e invece di liberarla, la filma ricattando l'uomo. L'imprudente mossa le costa la vita, mentre di fronte a una nuova ribellione di Gina il tenente, disperato, capisce che non la può redimere e deve sbarazzarsene. Condotta verso un lago situato nelle vicinanze, la ragazza viene salvata dal sergente Burns, che nel frattempo ha scoperto ogni cosa. Insospettito dalla scomparsa di Gina e di una sua collega, precedentemente eliminata da Krebs, giunge sul posto appena in tempo. Burns viene accoltellato da Krebs - ma riuscirà a salvarsi -, e la giovane, impossessatasi di una pistola, uccide il proprio aguzzino ponendo fine a un incubo.
Così, dopo che la polizia ha individuato anche l'assassino del motel, può raggiungere nuovamente la stazione dei pullman.